# Femmes en révolte (film, 1935)
Pour les articles homonymes, voir Femmes en révolte.
Pour plus de détails, voir Fiche technique et Distribution.
Femmes en révolte (russe : Любовь и ненависть, Lioubov i nenavist) est un film dramatique de guerre soviétique réalisé par Albert Guendelstein et sorti en 1935.

## Synopsis
En 1919 au Donbass, les mineurs quittent le village avec les troupes de l'Armée rouge qui battent en retraite. Le détachement russe blanc du général Denikine entre dans le village, les soldats s'installent dans les cabanes des mineurs. Les blancs ont besoin de charbon, le travail dans la mine doit reprendre. Comme il ne reste plus que des femmes et des enfants dans le village, ils sont mobilisés de force et contraints de travailler dans les mines jusqu'à l'épuisement total. Les soldats blancs dominent les femmes des mineurs : en échange de sucre, de céréales et de quelques maigres kilos de farine, ils exigent amour et soumission. Une vie à moitié affamée, l'arbitraire, la violence... Apprenant que l'Armée rouge est passée à l'offensive, les femmes du village se réunissent dans les bains publics et décident de se révolter. Les querelles, les disputes et les commérages ont cessé, elles agissent désormais de concert, déclenchent une « révolte des femmes », s'emparent du village et le transforment en « forteresse des femmes », prête à se défendre jusqu'à l'arrivée des leurs. Les soldats blancs, en battant en retraite, tentent de saboter et de détruire les mines. Mais les femmes, au prix de leur vie, empêchent la mine d'être détruite.

## Fiche technique
- Titre français : Femmes en révolte[1] ou Amour et Haine[2]
- Titre original : Любовь и ненависть, Lioubov i nenavist[3],[4]
- Réalisation : Albert Guendelstein
- Scénario : Sergueï Iermolinski (ru)
- Photographie : Vassili Markelovitch Pronine
- Musique : Dmitri Chostakovitch
- Décors : Sergueï Kozlinski (ru)
- Production : Mejrabpomfilm
- Pays de production :  Union soviétique
- Langue originale : russe
- Format : Noir et blanc - 1,37:1 - Son mono - 35 mm
- Durée : 80 minutes
- Genre : Drame de guerre
- Dates de sortie : 
  - Union soviétique : février 1935 (Festival de Moscou 1935) ; 3 mars 1935 (sortie nationale)
  - France : 18 décembre 1936

## Distribution
- Emma Tsessarskaïa (ru) : Vassilissa
- Aleksandr Tchistiakov (ru) : le mari de Vassilissa
- Vera Maretskaïa : Vera, une mineure
- Nikolaï Krioutchkov : Micha, le mari de Vera
- Vladimir Khenkine (ru) : Bouba Kastorski
- Rina Zelionaïa : la poétesse, femme de Bouba
- Mikhaïl Jarov : Koukva, l'adjudant
- Andreï Abrikossov : le commandant du détachement rouge
- Viktor Stanitsyne : Ivan Porfirievitch, soldat
- Mikhaïl Kedrov : le technicien des mines
- Vera Popova (ru) : la femme du techicien des mines
- Sergueï Komarov : le capitaine
- Sergueï Stoliarov : le fils d'un mineur
- Ielena Maksimova (ru) : Maria
- Ielena Maloukova (ru) : Lena
- Mikhaïl Ianchine : Andreï Ivanovitch

## Accueil
Le film est présenté au Festival du film de Moscou 1935, où il remporte un vif succès et reçoit des critiques unanimement élogieuses, le qualifiant de film révolutionnaire exemplaire. Il est comparé aux films Le Cuirassé Potemkine et Tchapaïev. On sait que Sergueï Eisenstein a parlé du film en termes favorables. Le film a ensuite été longtemps oublié. Au milieu des années 1970, il est à nouveau projeté au cinéma Illusion dans le cadre du « Cinéma des films revisités », et bien que la copie fût de mauvaise qualité — partiellement perdue, le montage n'étant pas conservé partout —, le film suscite l'intérêt des spectateurs.